# Tagasta insularis
Tagasta insularis är en insektsart som beskrevs av Bolívar, I. 1905. Tagasta insularis ingår i släktet Tagasta och familjen Pyrgomorphidae. Inga underarter finns listade i Catalogue of Life.